# Pomacentrus flavioculus
Pomacentrus flavioculus là một loài cá biển thuộc chi Pomacentrus trong họ Cá thia. Loài này được mô tả lần đầu tiên vào năm 2017.

## Từ nguyên
Từ định danh được ghép bởi hai âm tiết trong tiếng Latinh: flavus ("vàng") và oculus ("mắt"), hàm ý đề cập đến vòng màu vàng bao quanh đồng tử của loài cá này.

## Phạm vi phân bố và môi trường sống
P. flavioculus được ghi nhận tại hai quốc đảo là Fiji và Tonga. P. flavioculus sinh sống tập trung gần những rạn san hô viền bờ hoặc trong các đầm phá ở độ sâu khoảng từ 4 đến 30 m.
Quần thể của P. flavioculus ở Fiji và Tonga trước đây được cho là loài Pomacentrus imitator, nhưng cả hai loài có kiểu hình và kiểu gen hoàn toàn khác nhau.

## Mô tả
Chiều dài lớn nhất được ghi nhận ở P. flavioculus là 8,7 cm. Cơ thể có màu xanh lam xám. Vảy cá có viền đen tạo thành kiểu hình mắt lưới trên thân của chúng (viền đen nhạt hơn P. imitator). Gốc vây ngực có đốm đen lớn với một vệt màu cam nằm trên đốm đen này (vệt cam này không có ở P. imitator). Vây đuôi có màu vàng (trắng ở P. imitator). Mống mắt có một vòng màu vàng tươi bao quanh đồng tử (không có ở P. imitator).
Số gai ở vây lưng: 13; Số tia vây ở vây lưng: 13–14; Số gai ở vây hậu môn: 2; Số tia vây ở vây hậu môn: 13–15; Số tia vây ở vây ngực: 15–18; Số gai ở vây bụng: 1; Số tia vây ở vây bụng: 5.

## Phân loại học
P. flavioculus thuộc phức hợp loài Pomacentrus philippinus vì cùng có chung kiểu hình mắt lưới trên thân, được tạo bởi các đường viền đen của vảy.

## Sinh thái học
Thức ăn của P. flavioculus là tảo và các loài động vật phù du. Cá đực có tập tính bảo vệ và chăm sóc trứng.